# Peter Railton
Peter Railton (né en 1950) est actuellement professeur de philosophie à l'université du Michigan ses recherches se concentrent sur la méta-éthique, l'éthique normative et le conséquentialisme. Il se présente lui-même comme un réaliste moral (moral realist) naturaliste. Tout en admettant les objections des moralistes sceptiques, il développe un point de vue qui défend l'idée que certaines normes morales peuvent être perçues de façon objective.
Il est l'auteur de plusieurs œuvres et articles philosophiques d'un manuel de méta-éthique (en collaboration avec Stephan Darwall et Allan Gibbard).

## Le subjectif intérêt objectivé
En anglais, objectified subjective interest est une notion défendue par Railton dans son article Moral Realism. Pour Railton l'intérêt personnel, concernant ma vie privée, est et doit être considéré de la manière suivante : pour toute décision je fais appel à un moi objectif connaissant à la fois la totalité de mes capacités et de mes désirs, mais aussi la totalité des opportunités qui s'offrent à moi ou des lois de la nature. J'interroge ensuite ce moi objectif pour savoir quel chemin suivre et si mes fins sont réalisables. Il faut donc comprendre subjectif intérêt objectivé comme un intérêt étant premièrement subjectif, puis objectivé afin de savoir comment, et s'il est possible, de parvenir à une fin. 
L'avantage de cette hypothèse est qu'elle permet d'expliquer pourquoi je ne me jette pas corps et âme dans des projets insensés. Les inconvénients sont que cette notion introduit une dualité dans la conception de mon intérêt, et que cet agent n'existe pas et ne peut pas exister. La seule condition pour que cet agent existe serait de faire appel à un savoir que je n'ai pas pour pouvoir le concevoir.